# Мартін Гомес
Мартін Гомес (ісп. Martín Gómez, нар. 14 травня 1989, Чирики) — панамський футболіст, захисник клубу «Сан-Франциско».
Виступав, зокрема, за клуб «Атлетіко Чирики», а також національну збірну Панами.

## Клубна кар'єра
У дорослому футболі дебютував 2006 року виступами за команду клубу «Атлетіко Чирики», в якій провів п'ять сезонів, взявши участь у 129 матчах чемпіонату. Більшість часу, проведеного у складі команди, був основним гравцем її захисту.
До складу клубу «Сан-Франциско» приєднався 2011 року. Відтоді встиг відіграти за команду з Ла-Чоррери 102 матчі в національному чемпіонаті.

## Виступи за збірні
2009 року залучався до складу молодіжної збірної Панами. На молодіжному рівні зіграв у 6 офіційних матчах.
2009 року дебютував в офіційних матчах у складі національної збірної Панами. Наразі провів у формі головної команди країни 11 матчів, забивши 1 гол.
У складі збірної був учасником розіграшу Кубка Америки 2016 року в США.